# Справедливость (словацкая партия)
«Справедливость» (словац. Spravodlivosť), до 2023 года — 99% — гражданский голос (99% – občiansky hlas) — левая популистская политическая партия в Словакии, вдохновлённая движением «Захвати Уолл-стрит». Её совместно возглавляют менеджер Алена Душаткова, радиожурналист Павол Павлик, а также юрист и бывший следователь полиции Петер Вачок.
Партия не получила ни одного места на парламентских выборах 2010 года. Согласно опросам общественного мнения, ожидалось, что партия получит представительство в парламенте на парламентских выборах 2012 года; но этого не произошло, партия набрала всего 1,58% голосов.
Регистрация партии обернулась скандалом, когда выяснилось, что многие из 16 000 представленных подписей оказались поддельными.